# Jormuaofioliten

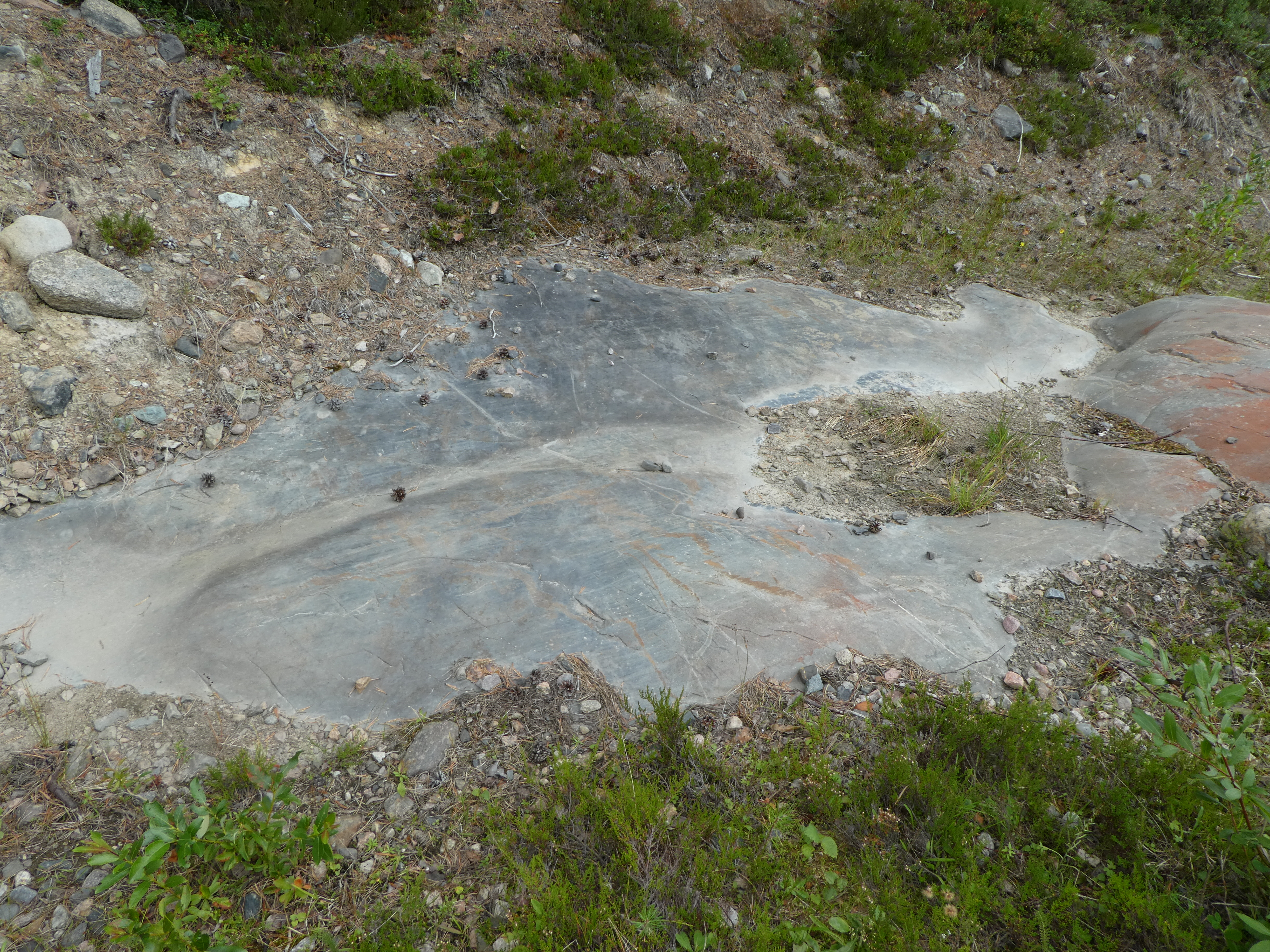
Isräfflad häll tillhörande Jormuaofioliten.

Jormuaofioliten (finska: Jormuan ofioliitti) är en rest av uråldrig oceanisk litosfär som hittas nära orten Jormua i finska Kajanaland. Bergarterna i Jormuaofioliten bildades för cirka 1 950 miljoner år sedan, under den paleoproteozoiska eran. Bildningsmiljön för bergarterna, som utgör oceanisk jordskorpa, liknade troligen den som finns i nutida Röda havet. Det betyder att det vid denna plats under paleoproterozoikum ska ha funnits ett hav som, likt Röda havet, legat mellan två kontinentala landmassor. Vid något senare skede gick de kontinentala massorna ihop och havet stängdes, varvid en del av havsbottnen sköts upp på land och resulterade i Jormuaofioliten.
Jormuaofioliten är den bäst bevarade i en kedja av ofioliter i Kajanalands skifferbälte.
Berarterna i ofioliten inkluderar kuddlava, hyaloklastit, skivade gångsvärmar, gabbro, plagiogranit (trondhjemit) och ultrabasiska kumulatbergarter. Mantelbergarter exponerade i ofioliten är peridotitbergarterna lherzolit, harzburgit och dunit.